# Günter Wagner (Bildhauer)

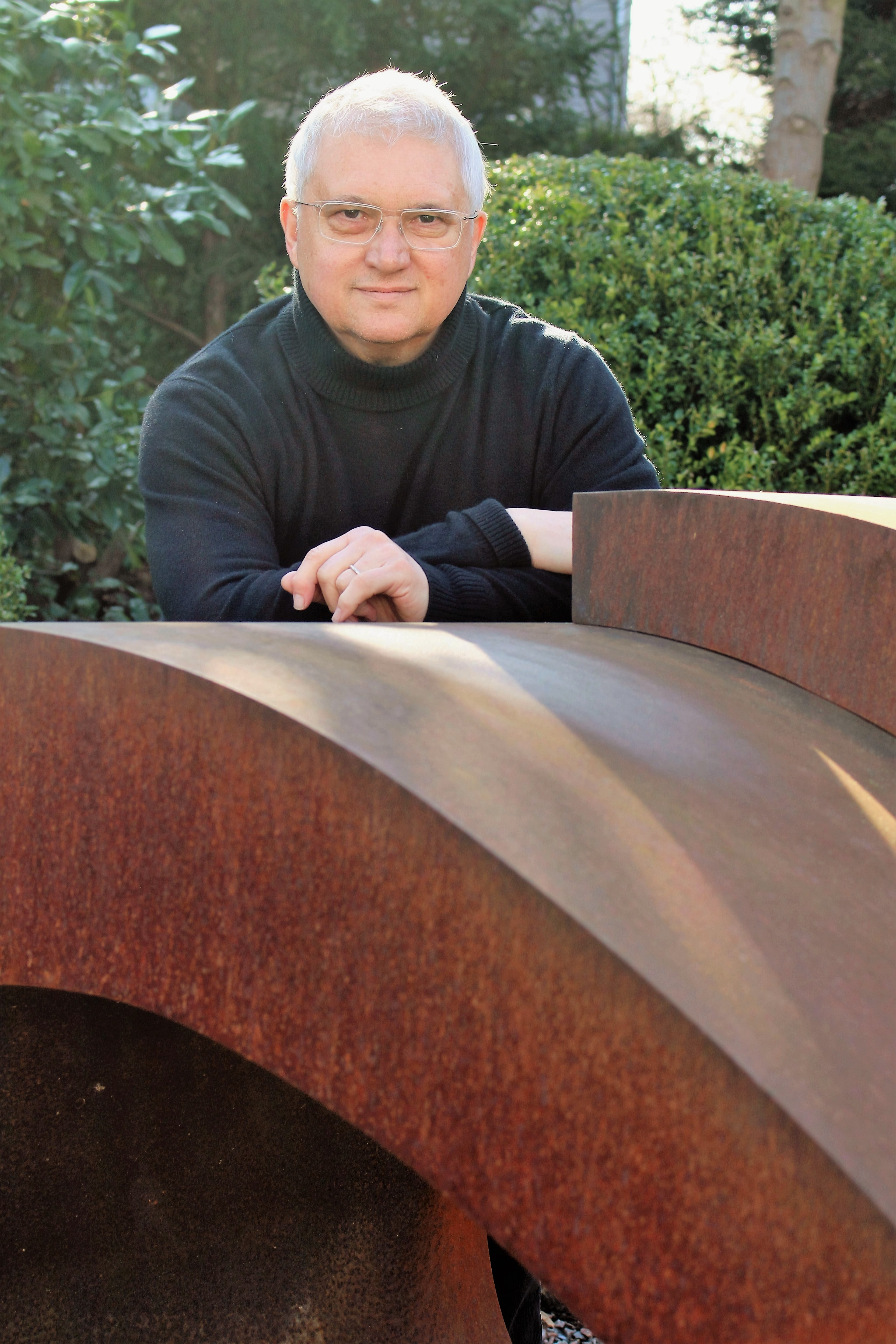
Porträt von Günter Wagner, 2016

Günter Wagner (* 18. Januar 1955 in Karlsruhe) ist ein deutscher Bildhauer.

## Leben
Günter Wagner studierte 1974 bis 1975 an der Betriebseinheit für Graphik und Malerei der Universität Marburg bei Schäfer Druckgrafik. Dem schloss sich von 1977 bis 1981 ein Studium der Malerei an der Staatlichen Akademie der bildenden Künste in Karlsruhe bei Markus Lüpertz an. Nach ersten Ausstellungen als Maler und Zeichner ist er seit 1985 ausschließlich als Bildhauer tätig. 1988 wurde ihm ein Projektstipendium des Kunstfonds in Bonn für Bildhauerei in Italien zuteil. Seit 2009 leitet Wagner als 1. Vorsitzender den Kunstverein „Das Damianstor“ Bruchsal e.V., für den er bereits von 2002 bis 2008 als 2. Vorsitzender und Kurator tätig war. 2025 wurde er vom Ministerpräsidenten des Landes Baden-Württemberg mit der Staufer-Medaille ausgezeichnet.
Wagner ist Mitglied des Künstlerbundes Baden-Württemberg, der Association International des Arts Plastiques in Paris und der Association Concordia Patrimoine et Culture in Perpignan. Er ist Mitglied der Kulturkonferenz der TechnologieRegion Karlsruhe.
Wagner lebt und arbeitet in Bruchsal.

## Auszeichnungen
- 1988 Stipendium des Kunstfonds in Bonn für Bildhauerei in Italien
- 2015 Kunstpreis der Museumsgesellschaft Ettlingen für die Region Baden, Elsass und Südpfalz[7]
- 2025 Staufer-Medaille des Landes Baden-Württemberg

## Werk
Das Gesamtwerk des Bildhauers Günter Wagner lässt sich in verschiedene Arbeitsphasen gliedern.
Von 1985 bis 1990 entstanden filigrane Raumformen und mehrteilige Installationen aus hartgelötetem Silberstahl, die anschließend meist verchromt oder lackiert wurden.
Von 1990 bis 1992 folgten Arbeiten in der Materialkombination von Silberstahl und schwarzem Granit, poliertem Edelstahl und schwarzem Granit oder schwarzem Granit und weißem Marmor.
Ab 1992 arbeitet er durchgängig bis heute meist seriell und zum Teil in sehr großen, mehrteiligen Boden- und Wandarbeiten fast ausschließlich mit patiniertem Stahl oder Gusseisen, das er mit Glas kombiniert. 

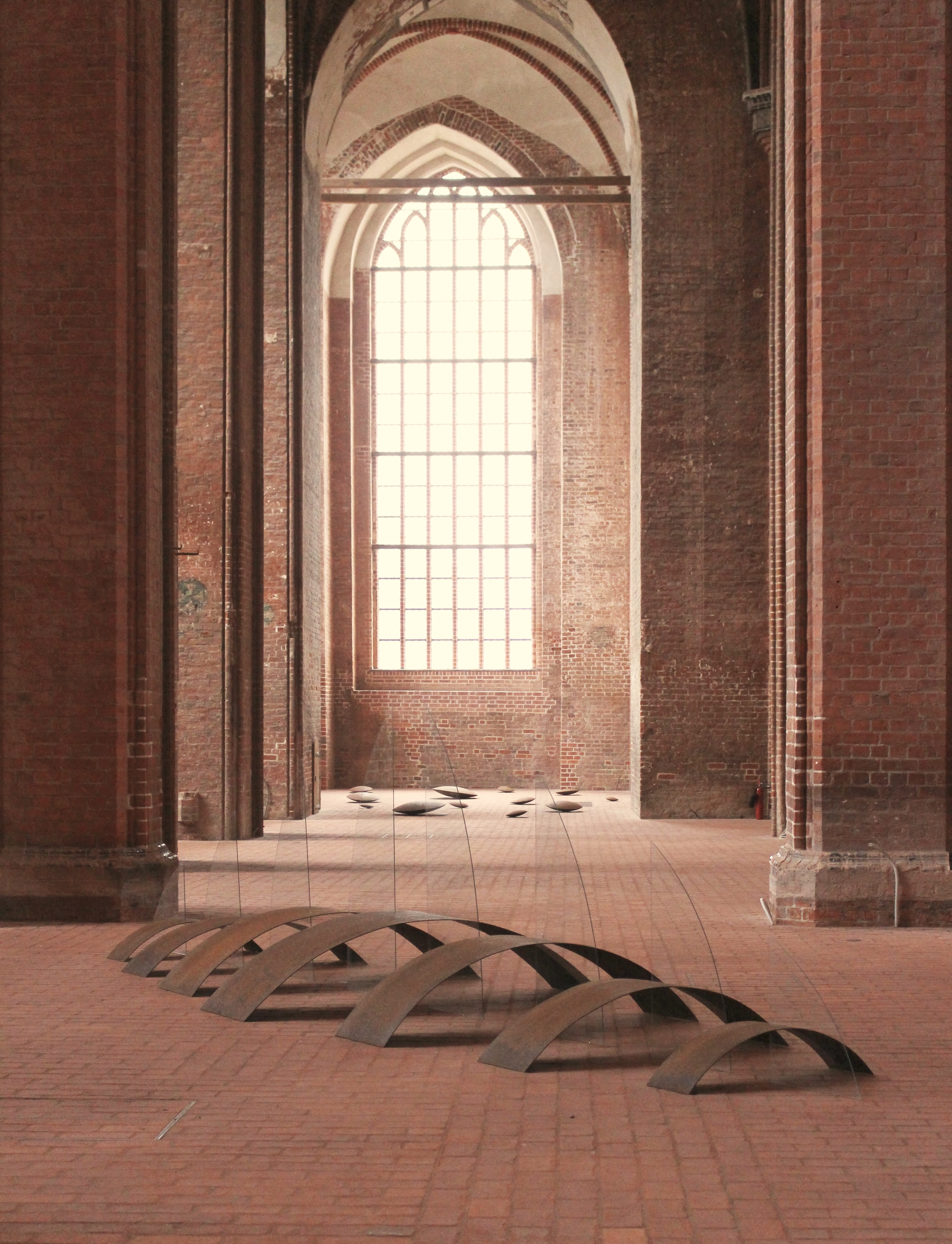
Raumskelett, Ausstellungsansicht Kunstraum St. Georgen, Wismar, 2014

„Günter Wagners Objekte sind von einer formalen und konzeptuellen Klarheit, die sich auf den ersten Blick erschließt, sie beziehen ihre ästhetische Attraktivität aus dem Gegensatz der Materialien Eisen und Glas. Das eine ist schwer und lastend, das andere wirkt schwerelos, ist transparent. Ganz Schroffe Materie, wuchtige Masse das eine, leicht, ja immateriell, substanzlos das andere. Raues, Stumpfes wird gegen Glänzendes, Scheinendes, rohe Natur gegen technische Perfektion, amorphe Kontur gegen präzise Geometrie ausgespielt.“

Parallel hierzu entstehen große Freiplastiken aus Corten-Stahl für den öffentlichen Raum und Privatsammlungen. Martina Wehlte etwa notiert zur Skulptur Große Liegende (2015), die im Rahmen der Skulpturenmeile Bruchsal 2015 vor dem Damianstor Aufstellung fand:

„Die „Große Liegende“ (...) führt ein für Günter Wagners Schaffen charakteristisches Gestaltungsprinzip vor, indem sie, wie viele seiner Werke, von einer inneren Dynamik getragen wird, die aber derart austariert ist, dass sie ruhig und in sich geschlossen wirkt. Dem Fließenden in der bewegten Form entspricht inhaltlich das Prozesshafte allen Seins.“

„Kreis-Labyrinth I“ (2010). Patinierter Stahl und sandgestrahltes Glas, Durchmesser 115 cm, Tiefe 5 cm

In den Jahren 2006 bis 2010 entstanden Wandobjekte aus patiniertem Alt-Blei und eisenbeschichtetem Granit sowie zahlreiche Werke zum Thema „Labyrinth“.
Seit 2011 arbeitet Wagner auch immer wieder temporär in den Ateliers der Staatlichen Majolika Manufaktur Karlsruhe an eisenbeschichteten Keramikplastiken, die wie Stahlskulpturen wirken.

## Ausstellungen (Auswahl)
- 1998/99: Günter Wagner, Museum Ronneburg 26.7.-23.8.1998, Palazzo Ducale di Revere 6.9.-11.10.1998, Museum Ettlingen 29.11.1998-10.1.1999 (mit Katalog, ERKA-Verlag, Bruchsal, 1998)
- 1999: Günter Wagner – Camouflage : Schloss Bruchsal, Badisches Landesmuseum, mit Katalog ISBN 3-00-004807-3.
- 2002: Günter Wagner, Museum Elzenveld Antwerpen, mit Katalog ISBN D 2002-5244-5.
- 2004: Günter Wagner – Laurent Reypens, Kunsthalle Arbon, mit Katalog ISBN 90-75463-56-1.
- 2010: Günter Wagner – Labyrinthe – Objekte, Zeichnungen und Installationen, Krefelder Kunstverein e.V., mit Katalog ISBN 978-3-941850-17-0.
- 2012: Günter Wagner und Mauro Staccioli - Quiescens in motu, Palazzo Minucci-Solaini und Pinacoteca e Museo Civico di Volterra, mit Katalog ISBN 978-3-88190-716-3.
- 2014: Günter Wagner, Raumdialoge, Kunstraum St. Georgen, Wismar, mit Katalog ISBN 978-3-88190-840-5.
- 2015: Günter Wagner: Virtuelle Leichtigkeit – Lastende Schwere, Glasmuseum Alter Hof Herding, Coesfeld-Lette
- 2019: Günter Wagner, Hans-Thoma-Kunstmuseum Bernau.
- 2020: Günter Wagner, Musée du château des ducs de Wurtemberg – Montbéliard, mit Katalog ISBN 978-2-917196-16-8.
- 2021: Günter Wagner: Labyrinthe, Pro arte – Ulmer Kunststiftung.
- 2023: Günter Wagner, Forum Kunst Rottweil, mit Katalog ISBN 978-3-9819696-8-9.

## Skulpturen im öffentlichen Raum (Auswahl)
- 2023: Große Liegende – Skulpturenmeile Rottweil
- 2015: Dreiecksfaltung Nr. 4 und Nr. 5 – Bahnhof Walldorf, Mörfelden-Walldorf
- 2014: Labyrinth-Kästen – Generallandesarchiv Karlsruhe
- 1992: Gekipptes Rechteck – Planetarium, Mannheim

Dynamisches Rechteck (1994), Skulpturenmeile Mannheim
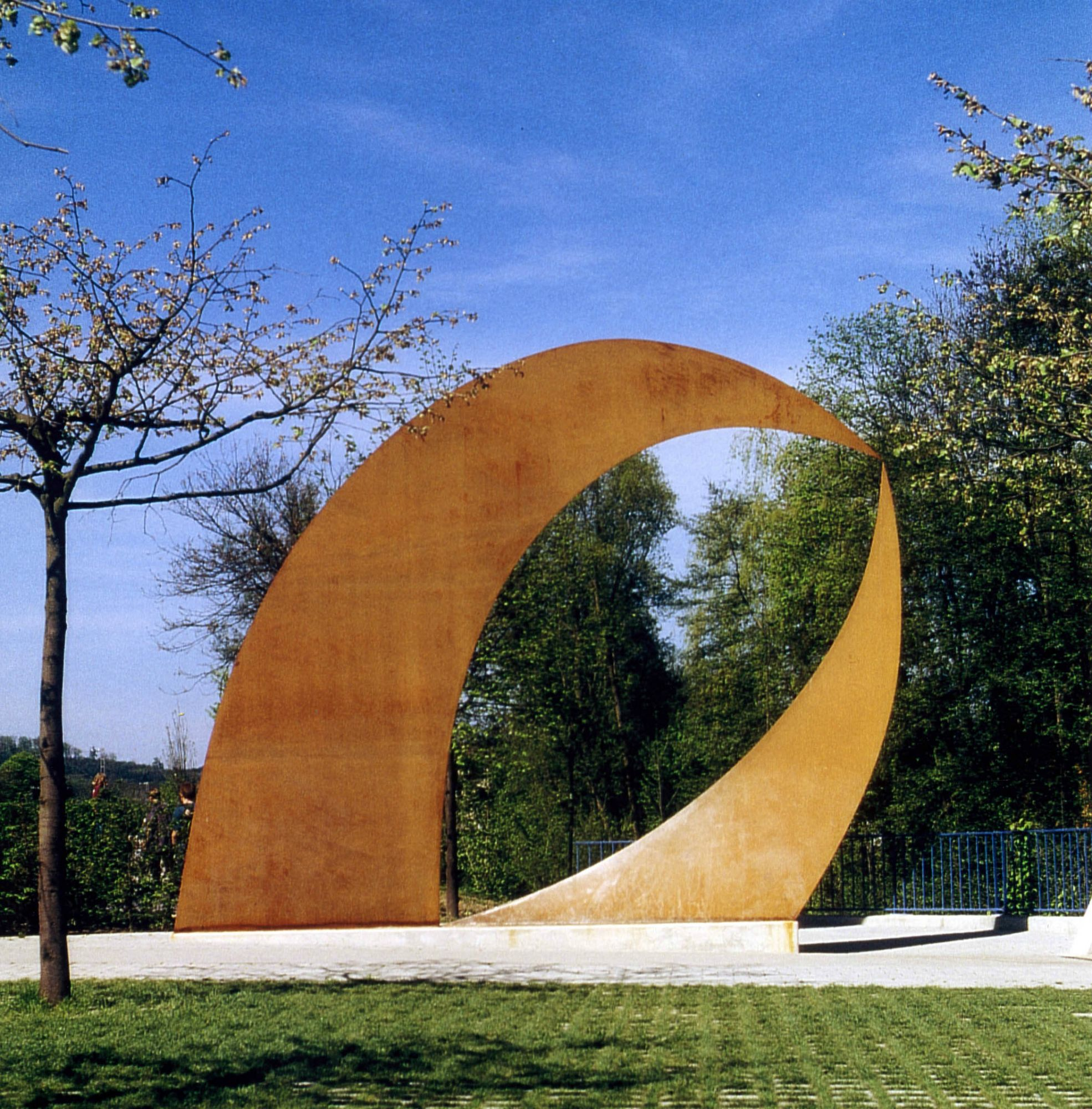
Berührung (1996), Loretto Park, Mosbach
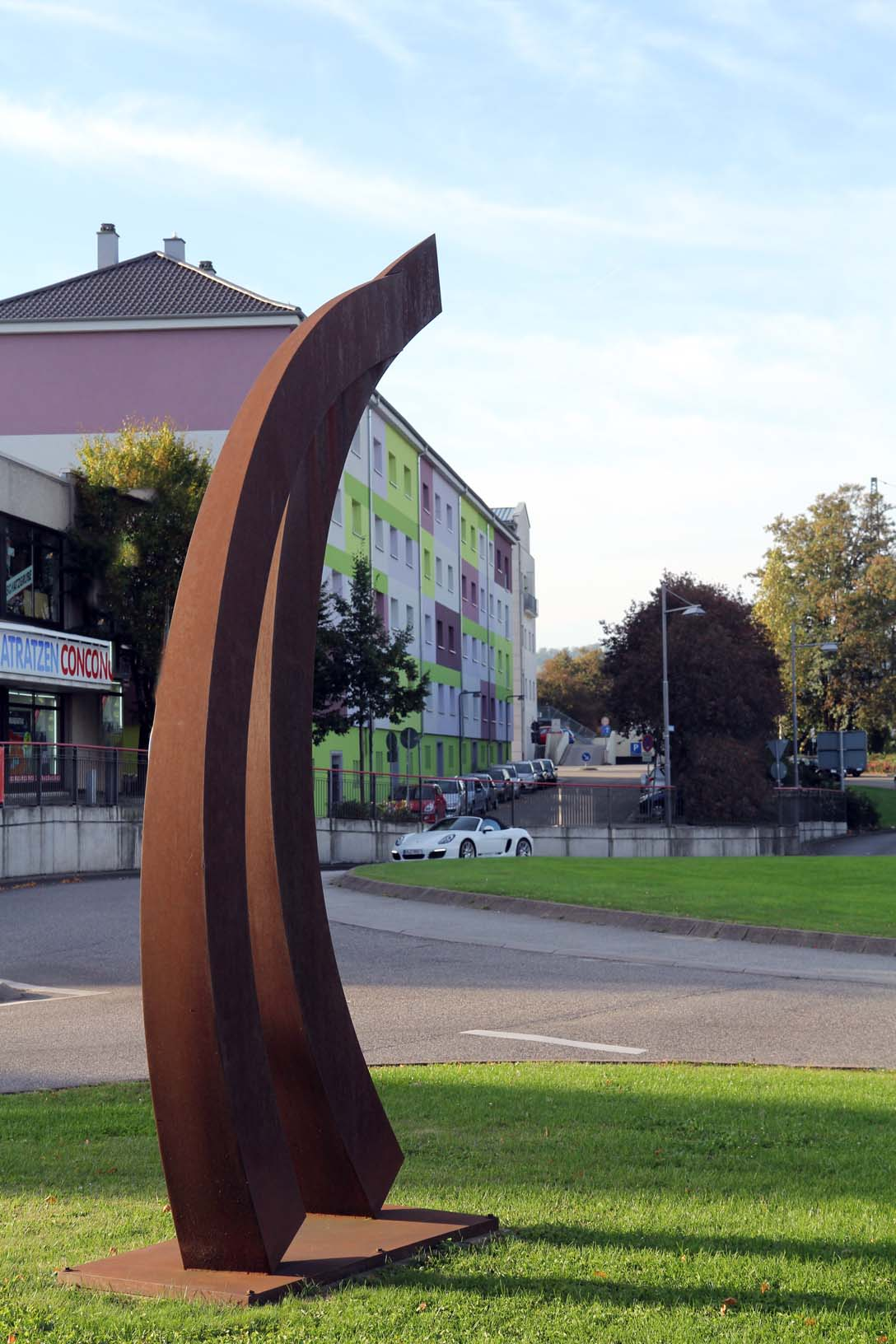
Royden (1998), Siemenskreisel Bruchsal
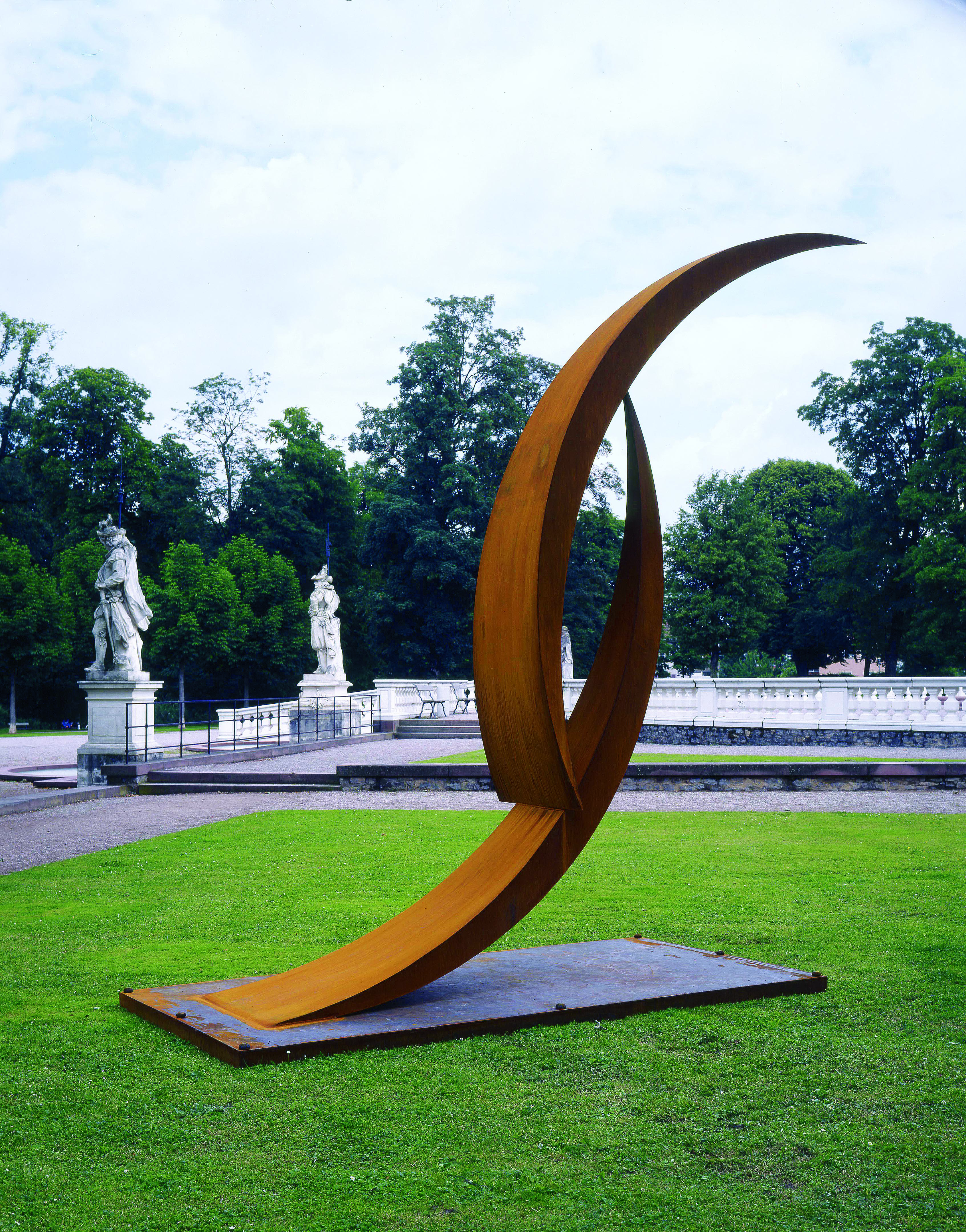
Ibis (2000), Schlosspark Bruchsal, heute Fiducia Kreisel Durlach
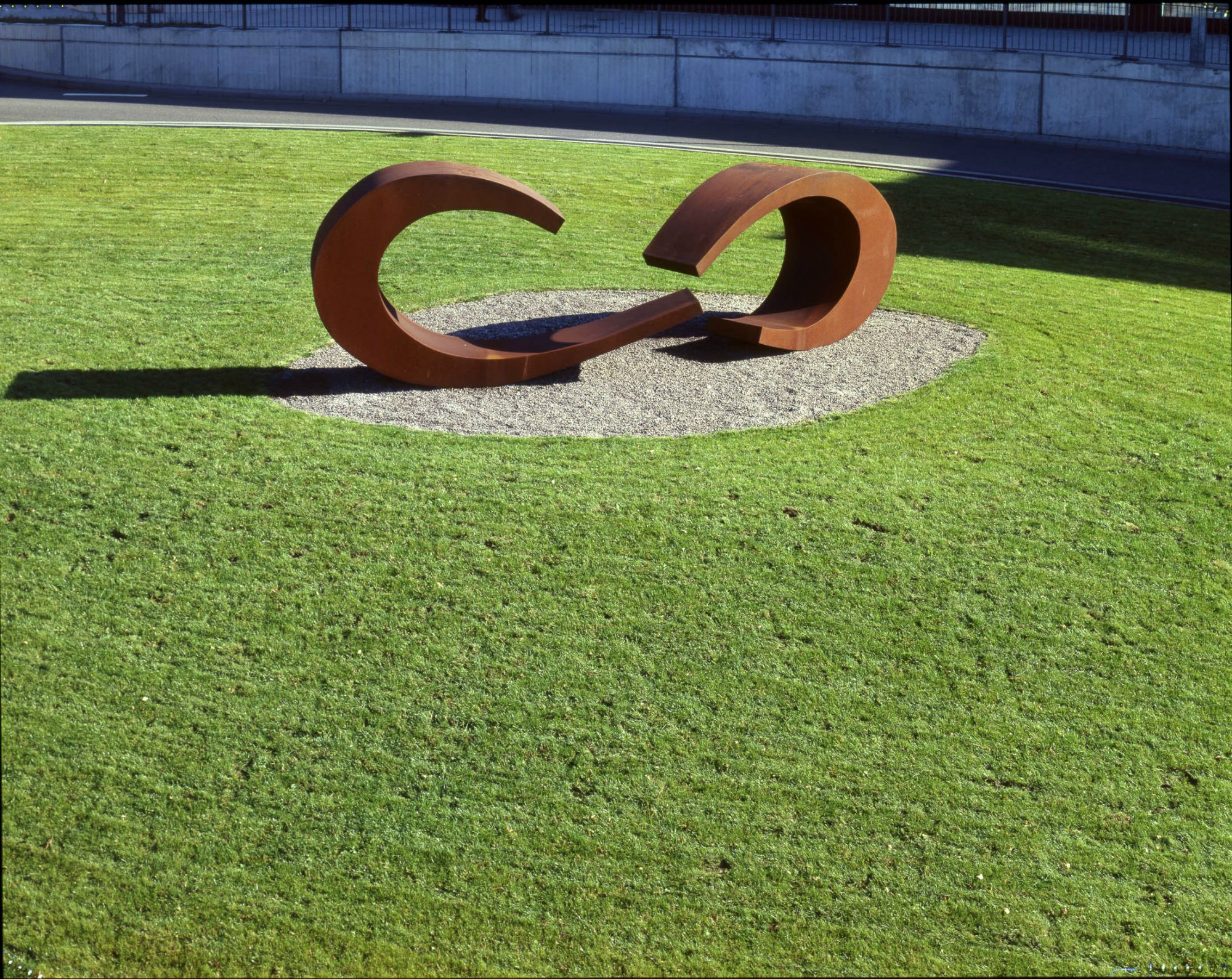
Conte und Contessa (2004), Siemenskreisel Bruchsal
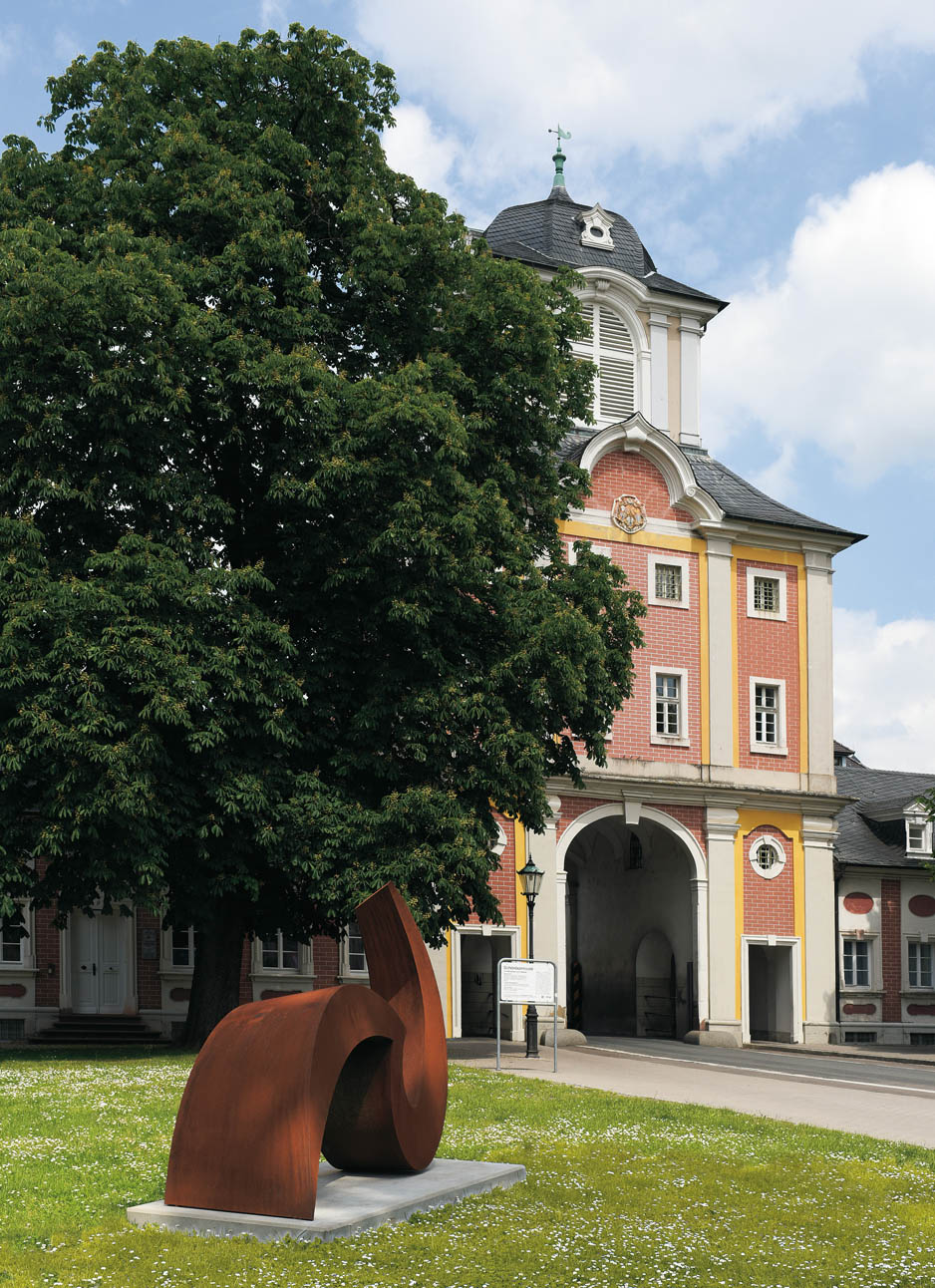
Große Liegende (2015), ausgestellt am Damianstor, Bruchsal